# Гіпотеза Портера
Гіпотеза Портера — гіпотеза щодо екологічного права та економіки, сформульована американським економістом, професором Гарвардського університету Майклом Портером.
Відповідно до гіпотези Портера жорсткі екологічні норми щодо охорони природи можуть підвищити продуктивність і стимулювати інновації, які сприятимуть підвищенню конкурентоспроможності торгівлі.
Гіпотеза передбачає, що суворі екологічні норми відносно охорони природи сприятимуть відкриттю та впровадженню більш екологічно чистих технологій і поліпшенню стану навколишнього середовища, вплив інновацій робить виробничі процеси і самі продукти більш ефективними. Заощаджень, які таким чином можуть бути одержані, досить, щоб компенсувати як прямі витрати, пов'язані з дотриманням нових правил, так і витрати на впровадження інновацій.
Маючи певний пріоритет, компанія має можливість використовувати інновації через ефекти кривої навчання або патенти і займає домінуючі конкурентні позиції порівняно з країнами, де екологічні норми реалізовано набагато пізніше.
Гіпотезу Портера було застосовано до REACH. На закінчення, компанії, які сприймають стратегію лідерства за витратами і мають відносно невеликий діапазон продуктів досягатимуть кращих результатів, ніж ті фірми, які конкурують, диференціюючи свою продукцію і використовуючи більше хімічних речовин, що вимагають регуляції.

## Виноски
1. ↑  Wagner, M.: The Porter Hypothesis Revisited. A Literatur Review of Theoretical Model and Empirical Test. Lüneburg: Centre for Sustainability Management, 2003, p.2 CSM Lüneburg [Архівовано 4 березня 2016 у Wayback Machine.]
2. ↑  REACH (англ. Registration, Evaluation and Authorisation of Chemicals) — регламент ЄС про хімічні речовини та їх безпечне використання (ЄС 1907/2006).
3. ↑  Chemicals Regulation and the Porter Hypothesis: A Critical Review of the New European Chemicals Regulation Torsten Frohwein, Bernd Hansjürgens Journal of Business Chemistry January 2005  [Архівовано 3 березня 2016 у Wayback Machine.]